# Mark Waid
 (novembre 2018).
Si vous disposez d'ouvrages ou d'articles de référence ou si vous connaissez des sites web de qualité traitant du thème abordé ici, merci de compléter l'article en donnant les références utiles à sa vérifiabilité et en les liant à la section « Notes et références ».
Mark Waid (né le 21 mars 1962) est un scénariste américain de comics.

## Biographie
Il est entré dans le milieu dans les années 1980 comme responsable éditorial (editor) et journaliste de Amazing Heroes, le magazine pour fans de comic books de Fantagraphics Books. Waid fut vite engagé comme responsable éditorial chez DC Comics ou il travailla sur des titres tels que Secret Origins et La Légion des super-héros. Il a reconnu que ses travaux dans les comics étaient fortement influencés par Adventure Comics #369-370 (1968), une histoire de la Légion par Jim Shooter et Mort Weisinger.
En 1991, Waid quitta le travail éditorial pour des travaux de scénariste en indépendant. Son premier travail fut pour l'éphémère ligne Impact Comics de DC ou il écrivit The Comet et coécrivit Legend of the Shield.
Cependant ce fut en 1992 que Waid commença la tâche qui lui valut une reconnaissance plus large dans l'industrie du comics, quand il fut engagé pour écrire Flash par Brian Augustyn. La série  s'affirma comme un titre-phare de DC et, dans son engagement de 8 ans, Waid et les artistes qui illustrèrent ses histoires, plus principalement Greg LaRocque et Mike Wieringo, et, dans sa dernière année, Augustyn comme coscénariste, sortirent Flash de l'ombre de ses prédécesseurs et augmentèrent ses pouvoirs.
Le succès initial de Waid sur Flash fut reconnu par les concurrents de DC Comics, Marvel Comics, quand les responsables éditoriaux Matt Idelson et Mark Gruenwald l'engagèrent comme successeur de Gruenwald en tant que scénariste de Captain America. La première participation de Waid sur le titre, avec le dessinateur Ron Garney, rencontra de bonnes critiques et des réactions positives des fans qui devinrent plus fortes quand il dut s'arrêter prématurément après moins d'un an pour faire place à Heroes Reborn, qui mena à une réinvention de certains personnages par des artistes d'Image Comics. Captain America fut alors confié à Rob Liefeld.
Heroes Reborn fut un désastre critique, Liefeld étant renvoyé au bout de six épisodes, et un an plus tard Waid et Garney reprirent en main Captain America. Bien que les épisodes ne connurent pas le même succès qu'auparavant, le prestige de Waid fut augmenté par l'affaire et il devint l'un des scénaristes les plus prolifiques de la fin des années 1990.
En 1996, Waid, avec l'artiste Alex Ross, publia son travail le plus connu, Kingdom Come. Cette histoire, qui se déroule dans le futur de l'univers DC, décrit le destin de Superman, Batman, Wonder Woman et autres héros alors que le monde autour d'eux change. Kingdom Come fut écrit en réaction aux comics sombres et violents (grim and gritty) des années 1980 et 90. Beaucoup d'idées de Kingdom Come ont été introduites dans l'univers DC actuel, et Waid écrivit une suite The Kingdom, qui eut moins de succès.
Waid travailla également sur les titres DC JLA, Impulse (une série dérivée de Flash) et sur  Ruse, Negation, Sigil, et Crux pour l'éditeur CrossGen.
En 2003, Waid relança avec Barry Kitson une série baptisée Empire, dont le protagoniste était un super-vilain du nom de Golgoth qui avait vaincu tous les super-héros et conquis le monde. La série fut d’abord publiée par Gorilla, une compagnie formée par Waid, Kurt Busiek et quelques autres, mais la compagnie cessa toute activité après que seulement deux épisodes soient publiés. Empire fut finalement publié par DC Comics.
En 2002 Waid commença à scénariser les Quatre Fantastiques pour Marvel. Puis en 2003, comme ce qui s’était passé en 1995/1996 avec Captain America, le travail de Waid sur les Fantastic Four fut menacé par la volonté des dirigeants de Marvel de réinventer certains aspects de la série. Quand Waid refusa d’accepter les changements lui et l’artiste Mike Wieringo furent remplacés sur le titre. Cependant la réaction des fans fut telle que Marvel revint sur sa décision et réaffecta Waid et Wieringo sur le titre. La débâcle Fantastic Four est l'un des facteurs qui mena à la démission de Bill Jemas de la direction de la compagnie. Waid et Wieringo ont depuis conclut leur travail sur les Fantastic Four.
En décembre 2004, Waid fit à nouveau équipe avec Barry Kitson et revint sur la La Légion des super-héros pour DC. Il a également lancé la série Hunter Killer avec Marc Silvestri chez Top Cow. Pour Marvel, avec l'aide de Tom Peyer, il contribue à l'évènement House of M via la mini-série Spider-Man : House of M, illustrée par Salvador Larroca. En 2009, il scénarise la série Irrécupérable dont la fin de parution est en 2012.
En 2019, il rejoint le label H1, propriété des éditions Humanoids, en tant que directeur du développement créatif. Il suit aussi le développement de l'ensemble des projets éditoriaux du label du point de vue scénaristique. Il assure par ailleurs la cohérence du concept "Ignited" développé en tant que base de l'univers partagé des différentes séries super-héroïques du label. Concept dont il co-scénarise la série phare Ignited avec l'auteur Kwanza Osajefyo. Cela ne l'empêche pas de continuer à signer des scénarios pour l'éditeur Marvel Comics, notamment History of the Marvel Universe, dessiné par Javier Rodriguez.

## Créations
- Kid Flash (Iris West)
- Empire (comics)
- The Brave and the Bold

## Publications
(les titres suivis d'un * ont été traduits en français, même partiellement)
- Avengers #400-402 (Marvel, 1996) *
- The Brave and The Bold #1-6 (DC, 1999-2000)
- Captain America vol.1 #444-454, vol.3 #1-23(Marvel Comics) *
- Captain America: Sentinel of Liberty #1-6, 8-9, 11-12 (Marvel) *
- The Comet (DC)
- Crossgen Chronicles # 4, 8 (CrossGen) *
- Crux # 1 à 12 (CrossGen) *
- Deadpool vol.2 #1-4 (Marvel, 1994) *
- Empire (mini-série avec le dessinateur Barry Kitson, DC) *
- Fantastic Four vol.3 60-70, puis reprise de la numérotation du volume 1 # 500-524  (Marvel, 2002-2005) *
- Flash vol.2 #62-? (DC Comics) *
- History of the Marvel Universe #1-6 (Marvel Comics, 2019) *
- Hunter Killer #1- (Top Cow, 2004-) *
- Ignited #1 (H1, 2019) *
- Impulse 1-27 (DC, 1995-1997) *
- Iron Man vol. 3 annual 98 (Marvel, 1998) *
- Irredeemable (Boom! studios, 2009-2012)
- JLA # 18 à 20, 32-33, 47 à 60 (DC) *
- JLA : Heaven's Ladder (récit complet avec le dessinateur Bryan Hitch, DC) *
- JLA : Year One #1-12 (DC, 1998) *
- JLX #1 (Amalgam, 1996)
- Justice League: Midsummer's Nightmare #1-3 (DC, 1996)
- Ka-Zar #-1, 1-14 (Marvel, 1997-1998) *
- The Kingdom (mini-série et one shots faisant suite à Kingdom Come avec plusieurs artistes, DC, 1999)
- Kingdom Come (mini-série avec le dessinateur Alex Ross, DC, 1996) *
- Legend of the Shield (DC)
- Legion of Super-Heroes Vol.4 # 1 (DC Comics)
- Negation prequel, #1-3 (CrossGen, 2002)
- Metamorpho vol.2 #1-4 (DC, 1993)
- New Year's Evil : Gog # 1 (DC, 1998)
- Onslaught: Marvel Universe #1 (Marvel, 1996) *
- Onslaught: X-Men #1 (Marvel, 1996) *
- Painkiller Jane #1-5 (Event Comics, 1997) *
- Ruse # 1 à 12 (CrossGen) *
- Sigil # 12, 14 à 20, 22 (CrossGen) *
- Silver Age (série de one-shots avec plusieurs artistes, DC, 2000)
- Spider-Man : House of M #1-3 (Marvel, 2005)
- Spider-Man Team-Up #1 (Marvel, 1995) *
- Star Wars : Princess Leia #1 à 5 (Marvel, 2015)*
- Super-Soldier # 1(Amalgam) *
- Super-Soldier : Man Of War # 1(Amalgam) *
- Superman : Birthright (maxi-série avec le dessinateur Leinil Francis Yu, DC) *
- Trinity #1-2 (DC, 1996)
- Uncanny X-Men #320-321 (Marvel, 1995) *
- Underworld Unleashed #1-3 (DC, 1995)
- Vampirella/Painkiller Jane # 1 (crossover Harris Comics/Event Comics avec le dessinateur Rick Leonardi) *
- X-Men #49-56 (Marvel, 1996) *
- X-Men Unlimited vol.1 #10 (Marvel, 1996) *
- X-O Manowar vol.2 (avec Brian Augustyn)

## Récompenses
- 1997 : Prix Eisner de la meilleure mini-série pour Kingdom Come (avec Alex Ross)
- 1998 :  Prix Micheluzzi de la meilleure série ou minisérie (USA) pour Kingdom Come (avec Alex Ross)
- 2012 : Prix Eisner du meilleur numéro ou one-shot (Best Single Issue or One-Shot) pour Daredevil n°7 (avec Paolo et Joe Rivera), de la meilleure série pour Daredevil (avec Paolo Rivera, Joe Rivera et Marcos Martín) et du meilleur scénariste pour Irredeemable, Incorruptible et Daredevil.
- 2012 : Prix Harvey du meilleur scénariste pour Daredevil ; de la meilleure série et de la meilleure nouvelle série pour Daredevil (avec Paolo Rivera)
- 2015 : Prix Harvey du meilleur scénariste pour Daredevil
- 2015 :  Prix Haxtur du meilleur scénario pour Daredevil